# Joseph Knabl
Joseph Knabl (ur. 17 czerwca 1819 w Landeck (Tyrol), zm. 3 listopada 1881 w Monachium) – austriacki rzeźbiarz, profesor Akademii Sztuk Pięknych w Monachium. Tworzył głównie rzeźby o motywach religijnych, np. dla Katedry NMP w Augsburgu.

## Dzieła
- Bad Mergentheim, Chrzest Chrystusa w kościele farnym (1852).
- Katedra Najświętszej Marii Panny w Augsburgu (1854).
- Velden, 13 figur świętych i apostołów w kościele farnym (1855).
- Eichstätt, Statua św. Anny w katedrze (1858).
- Pasawa, koronowanie NMP w kościele wotywnym (1863).
- Katedra w Rottenburgu (1867).
- Bamberg, Kościół św. Jakuba, ołtarz z Chrystusem na Krzyżu, Marią i Janem (1878).
- Landshut, Kaplica zamku Trausnitz, św. Maria jako patronka Bawarii z Jezusem i klęczący król Ludwik II.